# Freddie Wolff
Frederick Ferdinand „Freddie” Wolff CBE (ur. 13 października 1910 w Hongkongu, zm. 26 stycznia 1988 w Marylebone w Londynie) – brytyjski lekkoatleta (sprinter), mistrz olimpijski z 1936.
Specjalizował się w biegu na 400 metrów. Na igrzyskach olimpijskich w 1936 w Berlinie był członkiem zwycięskiej sztafety 4 × 400 metrów, która oprócz zdobycia złotego medalu ustanowiła również rekord Europy wynikiem 3:09,0. Sztafeta biegła w składzie: Wolff, Godfrey Rampling, Bill Roberts i Godfrey Brown.
Wolff był mistrzem Wielkiej Brytanii (AAA) w biegu na 440 jardów w 1933.
Służył w piechocie w randze kapitana w trakcie II wojny światowej.
Po zakończeniu kariery lekkoatletycznej pracował w rodzinnym przedsiębiorstwie handlu metalami Rudolf Wolff & Co.. W latach 70. przewodniczył giełdzie metali London Metal Exchange. W 1975 został komandorem Orderu Imperium Brytyjskiego.